# ВК Пирин (Разлог)
Волейболен клуб (ВК) „Пирин“ е волейболен клуб от град Разлог. Отборът ползва зала „Септември“ в центъра на града. 

## История
В Разлог има организиран волейболен отбор година преди да се проведе първото държавно първенство в 1945 година. В следващата 1946 година клубът се регистрира официално.
ВК „Пирин“ е постоянен регионален първенец до 1950 година. Отборът печели първия златен медал за момчета в страната в 1970 година и е ръководен от треньор Стойчо Грънчаров. В периода от 1992 година до 2005 г. детско-юношеската школа на ВК Пирин печели 3 златни, 7 сребърни и 8 бронзови медала. 
От 2004 г. спонсор на клуба е „Балканстрой“ АД, което води до добавянето на думата „Балканстрой“ в името на отбора и до сезон 2013/2014 година отборът се казва „Пирин Балканстрой“. След оттегляне на „Балканстрой“ АД като генерален спонсор, отборът възстановява името си ВК „Пирин“.

## Играчи и треньори
Съставът през 2024 г. включва Радослав Попов (капитан и посрещач), Мариян Наков (диагонал), Кристиян Алексов (посрещач), Дафин Коцаков (либеро), Костадин Гаджанов (център), Даниел Мицин (разпределител), Николай Манчев (разпределител), Теодор Каменов (посрещач) и др.
Треньорът на мъжкия отбор през сезон 2023/24 е Благовест Катранджиев. Треньори на останалите възрастови групи са Йордан Мицин, Иван Дурев, Емилия Манова, Владимир Панев, Антоанета Кокалчева.

## Успехи
- Национална волейболна лига мъже 2011, 2012
- Купа на България по волейбол мъже 2007, 2011